# Landesstraßen in Niedersachsen
In Niedersachsen gibt es neben den Bundesautobahnen und Bundesstraßen, deren Baulast auf Seiten des Bundes liegt, noch Landesstraßen und Kreisstraßen. Für Gemeindestraßen sind die Gemeinden zuständig.
Als Abkürzung für die Landesstraßen dient der Buchstabe L.

## Nummerierung
Die Nummerierung orientiert sich im Wesentlichen an der Einteilung Niedersachsens in die Regierungsbezirke Aurich, Hannover, Hildesheim, Lüneburg, Osnabrück und Stade bzw. die Verwaltungsbezirke Braunschweig und Oldenburg in der Zeit von 1946 bis 1978.

## Landesstraßen
→ Hauptartikel:
- Liste der Landesstraßen im Bezirk Braunschweig
- Liste der Landesstraßen im Bezirk Hannover
- Liste der Landesstraßen im Bezirk Lüneburg
- Liste der Landesstraßen im Bezirk Weser-Ems

## Farblegende

### Derzeitige Landesstraßen
|  | Landesstraße im Bezirk Braunschweig |
|  | Landesstraße im Bezirk Hannover     |
|  | Landesstraße im Bezirk Lüneburg     |
|  | Landesstraße im Bezirk Weser-Ems    |

### Ehemalige Landesstraßen
|  | Landesstraße im Bezirk Braunschweig |
|  | Landesstraße im Bezirk Hannover     |
|  | Landesstraße im Bezirk Lüneburg     |
|  | Landesstraße im Bezirk Weser-Ems    |

## Liste der Landesstraßen

### L1 – L100
| L 1  | L 2  | L 3  | L 4  | L 5  | L 6  | L 7  | L 8        | L 9  | L 10  |
| L 11 | L 12 | L 13 | L 14 | L 15 | L 16 | L 17 | L 18       | L 19 | L 20  |
| L 21 | L 22 | L 23 | L 24 | L 25 | L 26 | L 27 | L 28       | L 29 | L 30  |
| L 31 | L 32 | L 33 | L 34 | L 35 | L 36 | L 37 | L 38       | L 39 | L 40  |
| L 41 | L 42 | L 43 | L 44 | L 45 | L 46 | L 47 | L 48       | L 49 | L 50  |
| L 51 | L 52 | L 53 | L 54 | L 55 | L 56 | L 57 | L 58       | L 59 | L 60  |
| L 61 | L 62 | L 63 | L 64 | L 65 | L 66 | L 67 | L 68       | L 69 | L 70  |
| L 71 | L 72 | L 73 | L 74 | L 75 | L 76 | L 77 | L 78       | L 79 | L 80  |
| L 81 | L 82 | L 83 | L 84 | L 85 | L 86 | L 87 | L 88       | L 89 | L 90  |
| L 91 | L 92 | L 93 | L 94 | L 95 | L 96 | L 97 | L 98 L 98n | L 99 | L 100 |

### L101 – L200
| L 101 | L 102 | L 103 | L 104 | L 105 | L 106 | L 107 | L 108 | L 109 | L 110 |
| L 111 | L 112 | L 113 | L 114 | L 115 | L 116 | L 117 | L 118 | L 119 | L 120 |
| L 121 | L 122 | L 123 | L 124 | L 125 | L 126 | L 127 | L 128 | L 129 | L 130 |
| L 131 | L 132 | L 133 | L 134 | L 135 | L 136 | L 137 | L 138 | L 139 | L 140 |
| L 141 | L 142 | L 143 | L 144 | L 145 | L 146 | L 147 | L 148 | L 149 | L 150 |
| L 151 | L 152 | L 153 | L 154 | L 155 | L 156 | L 157 | L 158 | L 159 | L 160 |
| L 161 | L 162 | L 163 | L 164 | L 165 | L 166 | L 167 | L 168 | L 169 | L 170 |
| L 171 | L 172 | L 173 | L 174 | L 175 | L 176 | L 177 | L 178 | L 179 | L 180 |
| L 181 | L 182 | L 183 | L 184 | L 185 | L 186 | L 187 | L 188 | L 189 | L 190 |
| L 191 | L 192 | L 193 | L 194 | L 195 | L 196 | L 197 | L 198 | L 199 | L 200 |

### L201 – L300
| L 201 | L 202 | L 203 | L 204 | L 205 | L 206 | L 207 | L 208 | L 209 | L 210 |
| L 211 | L 212 | L 213 | L 214 | L 215 | L 216 | L 217 | L 218 | L 219 | L 220 |
| L 221 | L 222 | L 223 | L 224 | L 225 | L 226 | L 227 | L 228 | L 229 | L 230 |
| L 231 | L 232 | L 233 | L 234 | L 235 | L 236 | L 237 | L 238 | L 239 | L 240 |
| L 241 | L 242 | L 243 | L 244 | L 245 | L 246 | L 247 | L 248 | L 249 | L 250 |
| L 251 | L 252 | L 253 | L 254 | L 255 | L 256 | L 257 | L 258 | L 259 | L 260 |
| L 261 | L 262 | L 263 | L 264 | L 265 | L 266 | L 267 | L 268 | L 269 | L 270 |
| L 271 | L 272 | L 273 | L 274 | L 275 | L 276 | L 277 | L 278 | L 279 | L 280 |
| L 281 | L 282 | L 283 | L 284 | L 285 | L 286 | L 287 | L 288 | L 289 | L 290 |
| L 291 | L 292 | L 293 | L 294 | L 295 | L 296 | L 297 | L 298 | L 299 | L 300 |

### L301 – L400
| L 301 | L 302 | L 303 | L 304 | L 305 | L 306 | L 307 | L 308 | L 309 | L 310 |
| L 311 | L 312 | L 313 | L 314 | L 315 | L 316 | L 317 | L 318 | L 319 | L 320 |
| L 321 | L 322 | L 323 | L 324 | L 325 | L 326 | L 327 | L 328 | L 329 | L 330 |
| L 331 | L 332 | L 333 | L 334 | L 335 | L 336 | L 337 | L 338 | L 339 | L 340 |
| L 341 | L 342 | L 343 | L 344 | L 345 | L 346 | L 347 | L 348 | L 349 | L 350 |
| L 351 | L 352 | L 353 | L 354 | L 355 | L 356 | L 357 | L 358 | L 359 | L 360 |
| L 361 | L 362 | L 363 | L 364 | L 365 | L 366 | L 367 | L 368 | L 369 | L 370 |
| L 371 | L 372 | L 373 | L 374 | L 375 | L 376 | L 377 | L 378 | L 379 | L 380 |
| L 381 | L 382 | L 383 | L 384 | L 385 | L 386 | L 387 | L 388 | L 389 | L 390 |
| L 391 | L 392 | L 393 | L 394 | L 395 | L 396 | L 397 | L 398 | L 399 | L 400 |

### L401 – L500
| L 401 | L 402 | L 403 | L 404 | L 405        | L 406 | L 407 | L 408 | L 409 | L 410 |
| L 411 | L 412 | L 413 | L 414 | L 415        | L 416 | L 417 | L 418 | L 419 | L 420 |
| L 421 | L 422 | L 423 | L 424 | L 425        | L 426 | L 427 | L 428 | L 429 | L 430 |
| L 431 | L 432 | L 433 | L 434 | L 435        | L 436 | L 437 | L 438 | L 439 | L 440 |
| L 441 | L 442 | L 443 | L 444 | L 445 L 445a | L 446 | L 447 | L 448 | L 449 | L 450 |
| L 451 | L 452 | L 453 | L 454 | L 455        | L 456 | L 457 | L 458 | L 459 | L 460 |
| L 461 | L 462 | L 463 | L 464 | L 465        | L 466 | L 467 | L 468 | L 469 | L 470 |
| L 471 | L 472 | L 473 | L 474 | L 475        | L 476 | L 477 | L 478 | L 479 | L 480 |
| L 481 | L 482 | L 483 | L 484 | L 485        | L 486 | L 487 | L 488 | L 489 | L 490 |
| L 491 | L 492 | L 493 | L 494 | L 495        | L 496 | L 497 | L 498 | L 499 | L 500 |

### L501 – L600
| L 501 | L 502 | L 503 | L 504 | L 505 | L 506 | L 507 | L 508 | L 509 | L 510 |
| L 511 | L 512 | L 513 | L 514 | L 515 | L 516 | L 517 | L 518 | L 519 | L 520 |
| L 521 | L 522 | L 523 | L 524 | L 525 | L 526 | L 527 | L 528 | L 529 | L 530 |
| L 531 | L 532 | L 533 | L 534 | L 535 | L 536 | L 537 | L 538 | L 539 | L 540 |
| L 541 | L 542 | L 543 | L 544 | L 545 | L 546 | L 547 | L 548 | L 549 | L 550 |
| L 551 | L 552 | L 553 | L 554 | L 555 | L 556 | L 557 | L 558 | L 559 | L 560 |
| L 561 | L 562 | L 563 | L 564 | L 565 | L 566 | L 567 | L 568 | L 569 | L 570 |
| L 571 | L 572 | L 573 | L 574 | L 575 | L 576 | L 577 | L 578 | L 579 | L 580 |
| L 581 | L 582 | L 583 | L 584 | L 585 | L 586 | L 587 | L 588 | L 589 | L 590 |
| L 591 | L 592 | L 593 | L 594 | L 595 | L 596 | L 597 | L 598 | L 599 | L 600 |

### L601 – L700
| L 601 | L 602 | L 603 | L 604 | L 605 | L 606 | L 607 | L 608 | L 609 | L 610 |
| L 611 | L 612 | L 613 | L 614 | L 615 | L 616 | L 617 | L 618 | L 619 | L 620 |
| L 621 | L 622 | L 623 | L 624 | L 625 | L 626 | L 627 | L 628 | L 629 | L 630 |
| L 631 | L 632 | L 633 | L 634 | L 635 | L 636 | L 637 | L 638 | L 639 | L 640 |
| L 641 | L 642 | L 643 | L 644 | L 645 | L 646 | L 647 | L 648 | L 649 | L 650 |
| L 651 | L 652 | L 653 | L 654 | L 655 | L 656 | L 657 | L 658 | L 659 | L 660 |
| L 661 | L 662 | L 663 | L 664 | L 665 | L 666 | L 667 | L 668 | L 669 | L 670 |
| L 671 | L 672 | L 673 | L 674 | L 675 | L 676 | L 677 | L 678 | L 679 | L 680 |
| L 681 | L 682 | L 683 | L 684 | L 685 | L 686 | L 687 | L 688 | L 689 | L 690 |
| L 691 | L 692 | L 693 | L 694 | L 695 | L 696 | L 697 | L 698 | L 699 | L 700 |

### L701 – L800
| L 701 | L 702 | L 703 | L 704 | L 705 | L 706 | L 707 | L 708 | L 709 | L 710 |
| L 711 | L 712 | L 713 | L 714 | L 715 | L 716 | L 717 | L 718 | L 719 | L 720 |
| L 721 | L 722 | L 723 | L 724 | L 725 | L 726 | L 727 | L 728 | L 729 | L 730 |
| L 731 | L 732 | L 733 | L 734 | L 735 | L 736 | L 737 | L 738 | L 739 | L 740 |
| L 741 | L 742 | L 743 | L 744 | L 745 | L 746 | L 747 | L 748 | L 749 | L 750 |
| L 751 | L 752 | L 753 | L 754 | L 755 | L 756 | L 757 | L 758 | L 759 | L 760 |
| L 761 | L 762 | L 763 | L 764 | L 765 | L 766 | L 767 | L 768 | L 769 | L 770 |
| L 771 | L 772 | L 773 | L 774 | L 775 | L 776 | L 777 | L 778 | L 779 | L 780 |
| L 781 | L 782 | L 783 | L 784 | L 785 | L 786 | L 787 | L 788 | L 789 | L 790 |
| L 791 | L 792 | L 793 | L 794 | L 795 | L 796 | L 797 | L 798 | L 799 | L 800 |

### L801 – L900
| L 801 | L 802 | L 803 | L 804 | L 805 | L 806 | L 807 | L 808 | L 809 | L 810 |
| L 811 | L 812 | L 813 | L 814 | L 815 | L 816 | L 817 | L 818 | L 819 | L 820 |
| L 821 | L 822 | L 823 | L 824 | L 825 | L 826 | L 827 | L 828 | L 829 | L 830 |
| L 831 | L 832 | L 833 | L 834 | L 835 | L 836 | L 837 | L 838 | L 839 | L 840 |
| L 841 | L 842 | L 843 | L 844 | L 845 | L 846 | L 847 | L 848 | L 849 | L 850 |
| L 851 | L 852 | L 853 | L 854 | L 855 | L 856 | L 857 | L 858 | L 859 | L 860 |
| L 861 | L 862 | L 863 | L 864 | L 865 | L 866 | L 867 | L 868 | L 869 | L 870 |
| L 871 | L 872 | L 873 | L 874 | L 875 | L 876 | L 877 | L 878 | L 879 | L 880 |
| L 881 | L 882 | L 883 | L 884 | L 885 | L 886 | L 887 | L 888 | L 889 | L 890 |
| L 891 | L 892 | L 893 | L 894 | L 895 | L 896 | L 897 | L 898 | L 899 | L 900 |